# Roger Joseph Bourrat
Roger Joseph Bourrat (auch Roger Bourrat; * 17. Februar 1927 in Saint-Martin-en-Haut; † 27. Juni 1991 in Rodez) war ein französischer römisch-katholischer Geistlicher und Bischof von Rodez.

## Leben
Bourrat entstammte einer Kaufmannsfamilie. Er absolvierte einen klassischen Bildungsgang, zunächst am Knabenseminar in Oullins, dann am Priesterseminar von Lyon. Die Priesterweihe empfing er am 29. Juni 1950. Nach der Vikarszeit wurde er Seelsorger am Institut Notre-Dame de Vallenôte der Maristen. Im Jahr 1967 wurde er zum Sekretär des Priesterrates im Erzbistum Lyon gewählt.
Am 30. Mai 1974 wurde er zum Bischof von Rodez berufen. Die Bischofsweihe spendete ihm am 6. Juli desselben Jahres der Erzbischof von Bordeaux Marius-Félix-Antoine Maziers; Mitkonsekratoren waren Paul-Marie François Rousset, Bischof von Saint-Etienne, und René-Jean-Prosper-Bruno Boudon, Bischof von Mende.
Mit Rücksicht auf seine nachlassende Gesundheit wurde Roger Joseph Bourrat der Generalvikar der Diözese Agen, Bellino Ghirard, als Koadjutor zur Seite gestellt. Am 1. Juni 1991 trat Bourrat vom Amt des Bischofs von Rodez zurück, sein Nachfolger wurde Bellino Ghirard. Vier Tage nach dessen Amtseinführung am 23. Juni 1991 starb Roger Joseph Bourrat.

## Wirken
Roger Joseph Bourrat galt als klarer Befürworter der Gewaltlosigkeit und kritisierte aus dieser Einstellung heraus auch das Dokument der französischen Bischöfe Gagner la Paix.